# Un mondo a parte
Un mondo a parte (A World Apart) è un film del 1988 diretto da Chris Menges.
Basato sulla storia di Ruth First, giornalista bianca in lotta contro il regime sudafricano che sarà col marito leader del movimento anti-apartheid e del Partito Comunista Sudafricano, la pellicola è uno spaccato della vita nel Sudafrica al tempo del suddetto regime, raccontato secondo la figlia maggiore Molly Roth.
La pellicola vinse il Grand Prix Speciale della Giuria al 41º Festival di Cannes.

## Trama
Nella provincia sudafricana di Gauteng, Johannesburg, abita Molly Roth, figlia di due giornalisti di origine europea molto attivi nella lotta contro l'apartheid, si ritrova improvvisamente senza il padre, costretto a fuggire sotto minaccia dei sostenitori del regime politico instaurato nel Paese. Rimasta con la madre Diana, la nonna e con le due sorelline minori, Jude e Miriam, si accorge presto che nel college che frequenta, molti alunni la disprezzano per le scelte politiche dei genitori. Successivamente all'arresto della madre, incarcerata per 3 mesi senza processo avvenuta pochi mesi dopo, anche la migliore amica chiude i rapporti con Molly, poiché la famiglia non supporta gli atteggiamenti dei Roth. Le bambine, rimaste sole con la nonna materna, sentendo dolorosamente la mancanza dei genitori si affezionano ad Elsie, la giovane domestica nera, sorella di Solomon, uno dei principali attivisti movimento per l'uguaglianza nel Sudafrica.
La madre, resistita ad ulteriori tre mesi di carcere, in un momento di disperazione, temendo di poter denunciare qualche amico, tenta vanamente il suicidio. I suoi persecutori riescono a salvarla e successivamente sono costretti a rilasciarla, perché contro di lei non ci sono prove decisive per incriminarla per favoreggiamento alle insurrezioni al sistema politico. Tornata a casa agli arresti domiciliari, Diana si riscontra con gravi problemi di salute dovute alle precarie condizioni igieniche del carcere. Scoperto per caso il tentativo di suicidio della madre, Molly glielo rimprovera aspramente, rinfacciandole di non averle mai spiegato la propria attività e di aver trascurato lei e le sorelline per dedicarsi alla lotta politica. Giunge intanto la notizia della morte di Solomon, ucciso sotto tortura da parte del sistema carcerario sudafricano, Molly accompagna la madre al funerale dell'amico, in mezzo alla folla di persone nere, che inneggiano alla lotta contro l'apartheid. Nel mezzo della folla la ragazza si sente unita alla lotta della mamma, sia nella commozione e nel dolore, comprendendo la necessità di combattere contro il sistema politico oppressivo.

## Riconoscimenti
- 1988 - Festival di Cannes[4]
  - Grand Prix Speciale della Giuria
  - Premio per la migliore interpretazione femminile (Barbara Hershey, Jodhi May e Linda Mvusi)
  - Premio della giuria ecumenica
- 1989 - British Academy of Film and Television Arts
  - Migliore sceneggiatura originale
  - Candidatura al miglior attore non protagonista a David Suchet
- 1989 - Independent Spirit Awards
  - Candidatura al miglior film straniero
- 1989 - Guldbagge
  - Miglior film straniero